# Tolcsva
Tolcsva är en ort i Ungern.   Den ligger i provinsen Borsod-Abaúj-Zemplén, i den nordöstra delen av landet, 200 km öster om huvudstaden Budapest. Tolcsva ligger 113 meter över havet och antalet invånare är 1 860.
Terrängen runt Tolcsva är kuperad åt nordväst, men åt sydost är den platt. Runt Tolcsva är det ganska glesbefolkat, med 47 invånare per kvadratkilometer. Närmaste större samhälle är Sárospatak, 10,2 km öster om Tolcsva. Trakten runt Tolcsva består till största delen av jordbruksmark.